# エリオス・グルーナー
エリオス・グルーナー（Elioth Lauritz Leganyer Gruner、1882年12月16日 - 1939年10月17日）は、オーストラリアの風景画家である。その年の最も優れたオーストラリアの風景画に贈られるウィン賞(Wynne Prize)を1916年から1937年の間に7度受賞した。これは生涯9度受賞したハンス・ヘイゼン(Hans Heysen:1877–1968)に次ぐものである。

## 略歴
ニュージーランドのギズボーンで、ノルウェー出身の役人Elliott Grünerの息子に生まれた。1歳の時家族はシドニーに移った。絵が好きだったので12歳の時、母親は画家のジュリアン・アシュトンから絵を学ばせた。父親と兄が死去したのでグリュナーは、14歳の時には、商店で働き始め、1日14時間ほど働いた。
週末に絵を描き1901年からシドニーの展覧会に出展を始めた。1907年ころには作品は注目されるようになり、雑誌記者で画家、評論家のノーマン・リンゼー(Norman Lindsay:1879–1969)にも評価された。シドニーにオーストラリアの画家の作品を扱う小さい画廊が開かれ、しばらくグルーナーはその画廊で雇われた。1905年にジュリアン・アシュトンが自分の美術学校を開いたので助手となり、アシュトンが病気になった時は3か月間、代理で教えた。1916年にその年の最も優れたオーストラリアの風景画に贈られるウィン賞を受賞し、その作品はニュー・サウス・ウェールズ州立美術館に買い上げられた。
1919年に2度目のウィン賞を受賞し、州立美術館から大きいサイズの作品の作成を依頼され書き上げられた作品は1921年のウィン賞を受賞した。1923年にヨーロッパを旅し約2年間オーストラリアを離れた。ウィリアム・オーペンらの助言を受けて、スタイルを少し変えた。1927年に個展を開くと、すべての作品に顧客がつくほど人気の画家となった。1929年、1931年、1936年、1937年にもウィン賞を受賞した。

## 作品

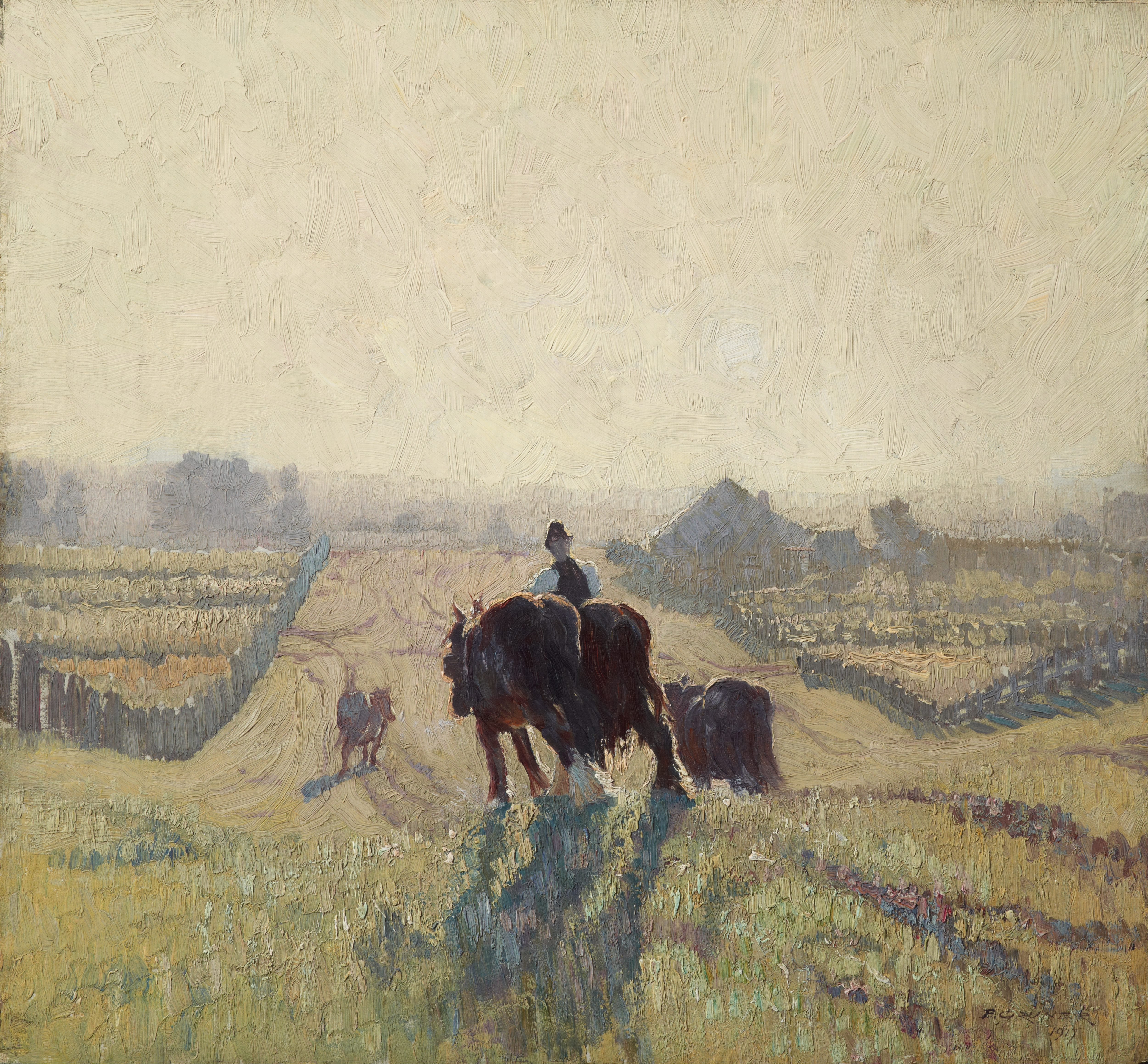
"Frosty sunrise" (1917)
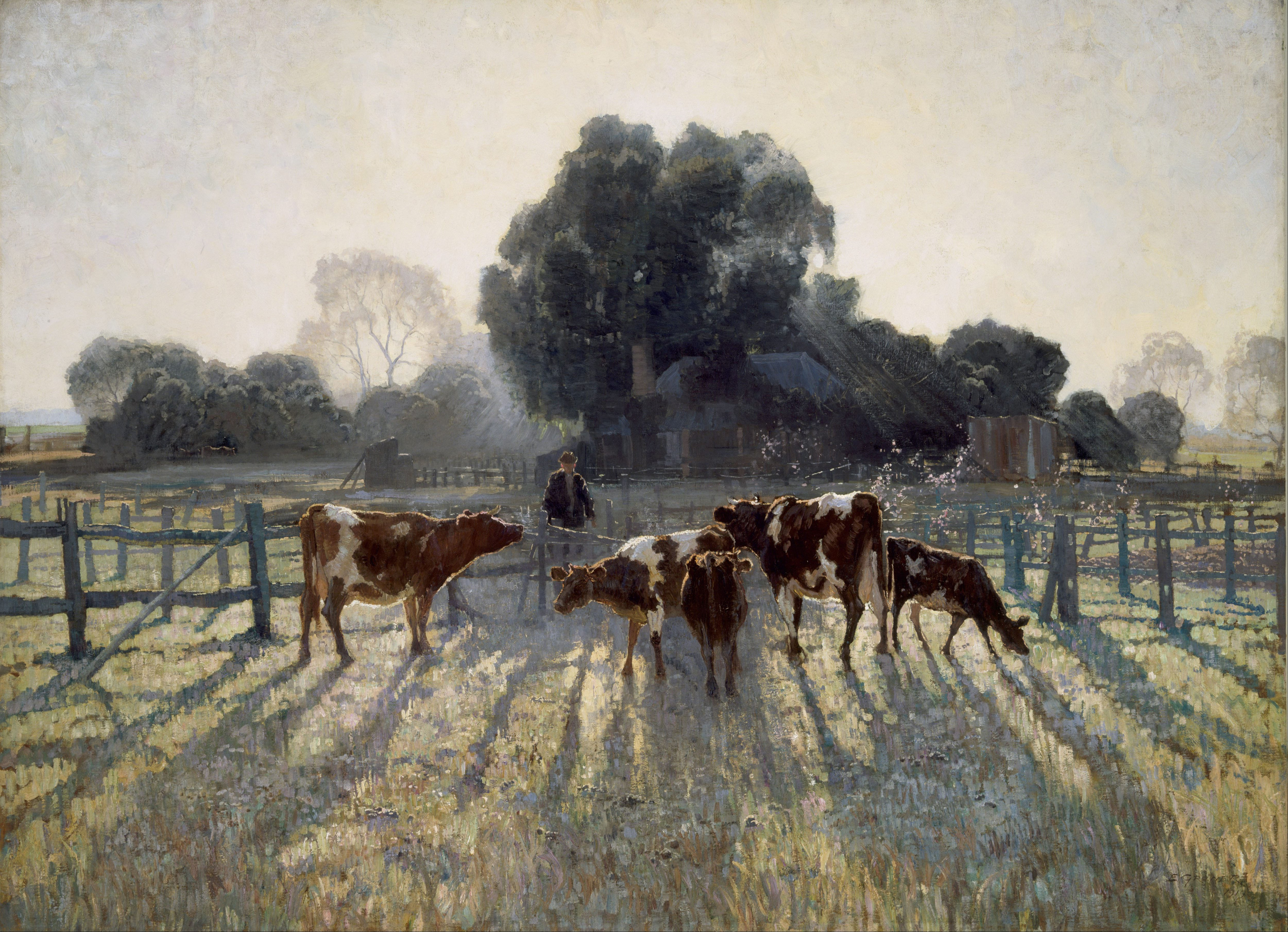
"Spring frost" (1919)
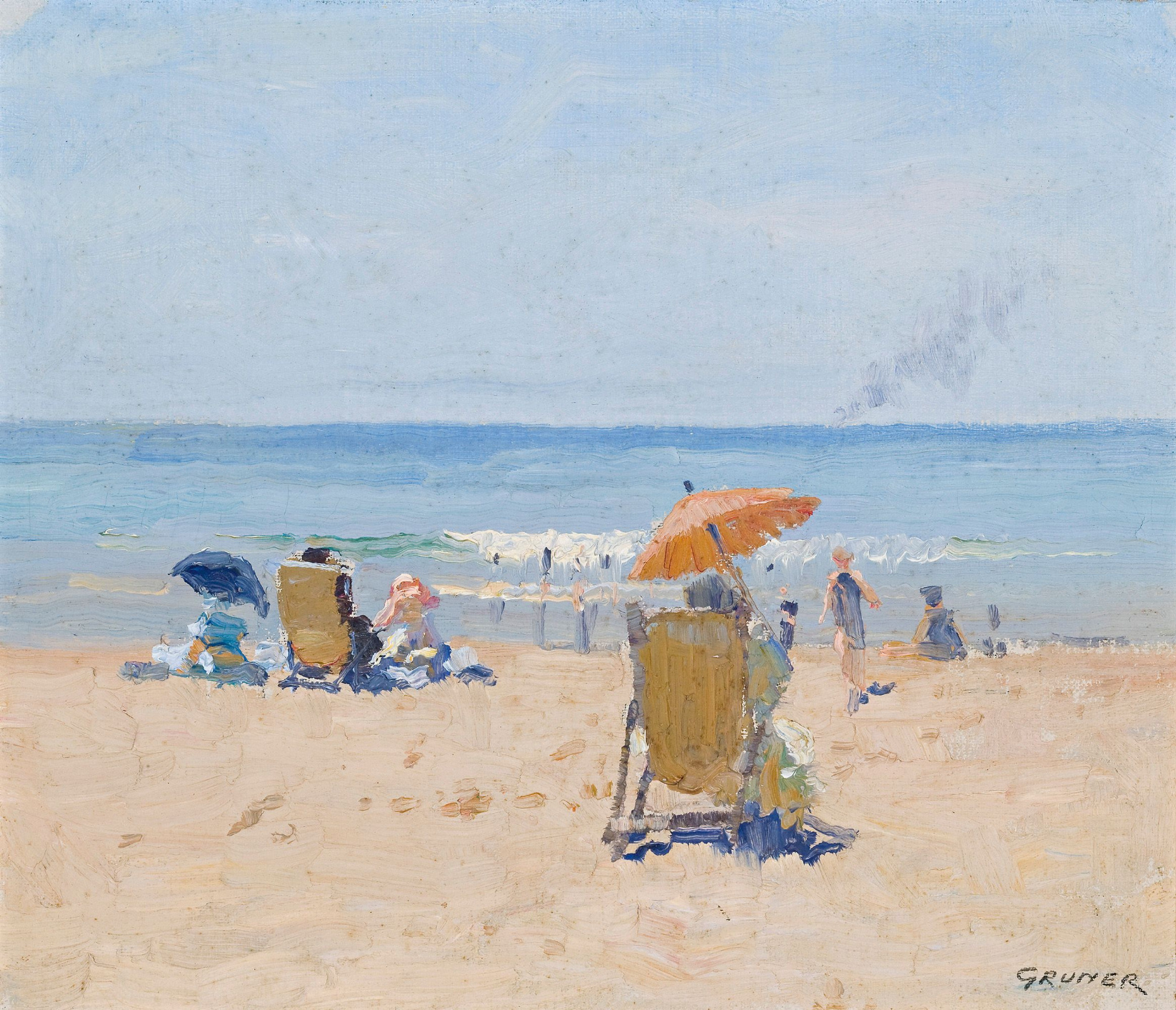
"Tamarama Beach" (1920)
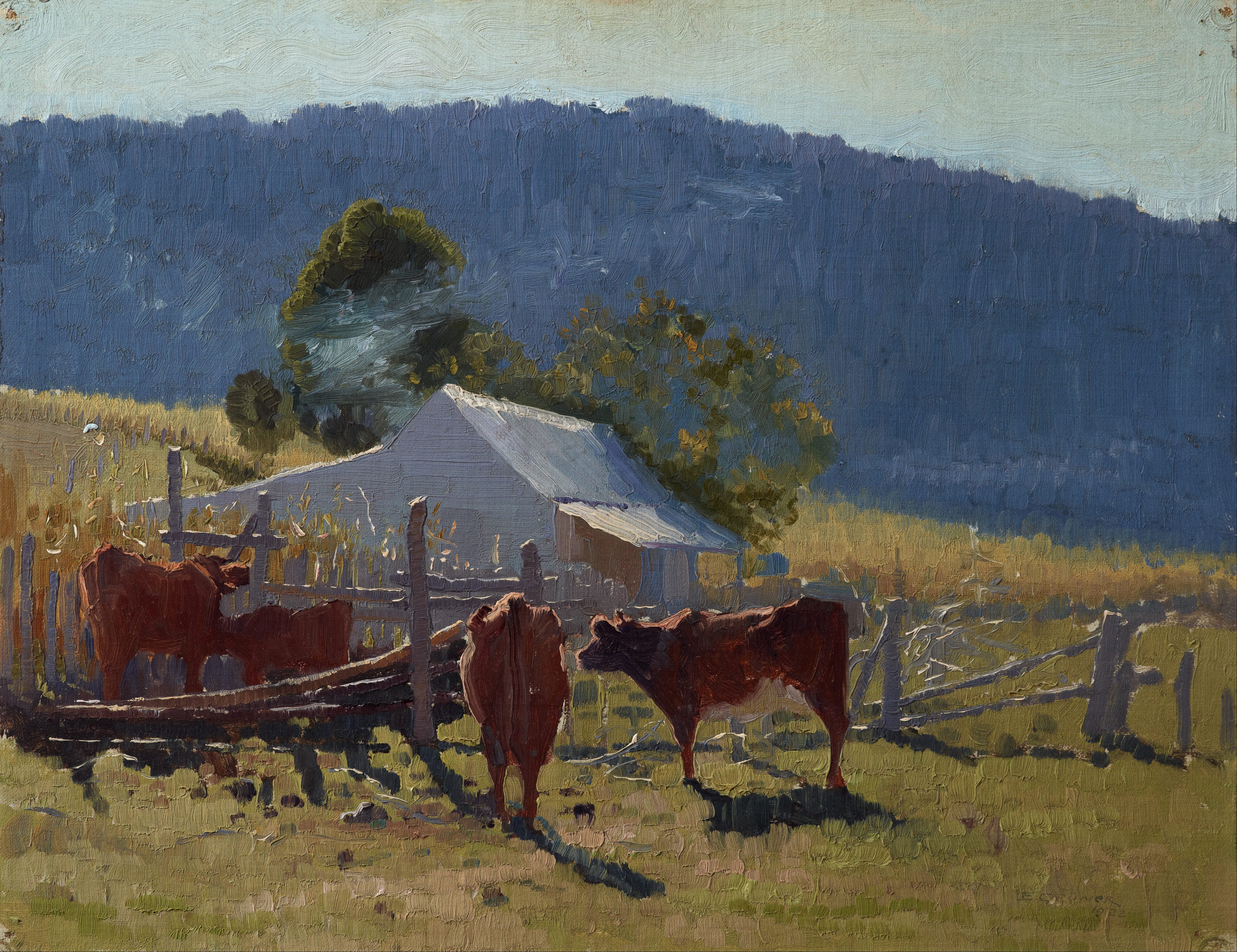
"Milking time" (1922)
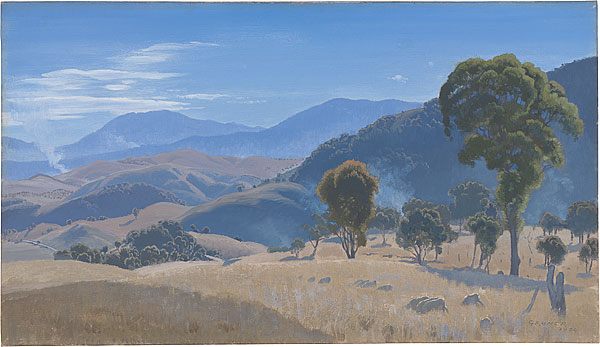
"Murrumbidgee Ranges, Canberra" (1934)
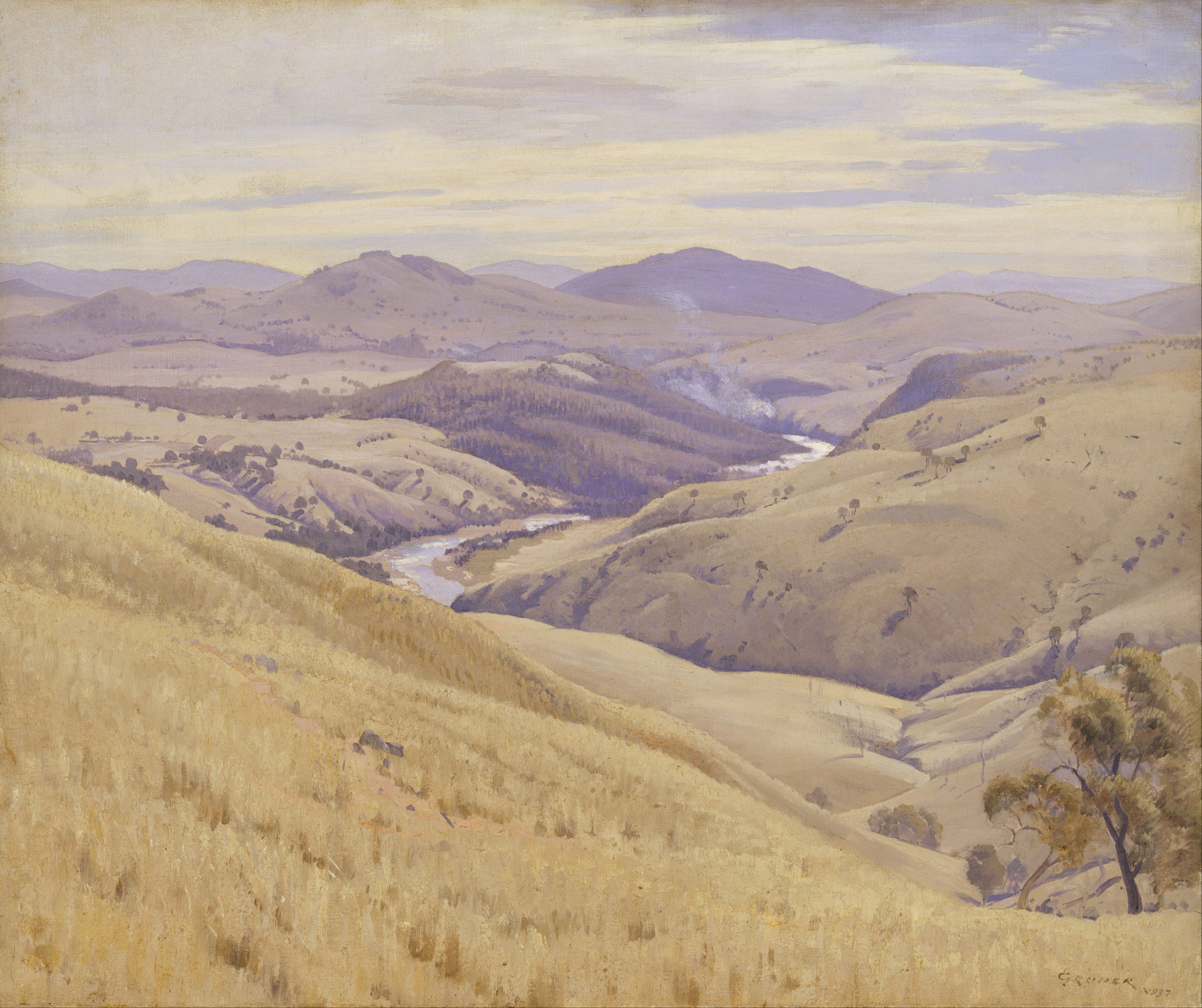
"Weetangera, Canberra" (1937)